# Margit Otto-Crépin
Margit Otto-Crépin (Saarbrücken, 1945. február 19. – Hamburg, 2020. április 19.) francia színekben olimpiai ezüstérmes német lovas.

## Pályafutása
1971-ben lett francia állampolgár. 1984 és 1996 között négy olimpián vett részt. Legjobb eredményét az 1988-as szöuli olimpián egyéni díjlovaglásban érte Corlandus nevű lovával, ahol a nyugatnémet Nikole Uphoff mögött a második helyen végzett. Az 1996-os atlantai olimpián díjlovaglás csapatversenyben a negyedik helyet szerezte meg társaival.

## Sikerei, díjai
- Olimpiai játékok – díjugratás, egyéni
  - ezüstzérmes: 1988, Szöul